# Jáde
Nevét a spanyol pietra de ijada (=lágyékkő) kifejezésből kapta, amulett volt a vesebántalmak ellen.
Kínában jü (yu) 玉 néven már régóta ismert volt, de ez az elnevezés az ismeretlenség homályába merült.

## Története

### Kínában
A jáde a kínai iparművészetben fontos szerepet játszó, régóta megbecsült féldrágakő. Két különböző követ jelöl: az egyik a nefrit, a másik a jadeit. Mindkét ásvány több színben fordul elő, s nehéz megkülönböztetni őket.
A nefrit színe általában zöld, de van szürkés, vastartalma esetén barnás vagy vöröses színű változata is. A nefrit nagy tömegekben fordul elő, 1763-ban például Csien-lung (Qianlong) császár 39 táblát hozatott 2650 kg súlyban. A legtöbb Kelet-Türkmenisztánból került Kínába. Faragására legszívesebben a folyók medrében talált köveket használtak.
A legkeresettebb jadeit a fehér árnyalatú, zöld foltos volt. A jadeitet Burmából importálták a kínaiak.
Konfuciusz a jádét az erény szimbólumának tartotta. A legősibb áldozati edényeket és kultikus tárgyakat is ebből készítették, a szertartások bemutatásánál a császár ékszerei is megfelelő színű jádéból voltak. A Csou (Zhou)-dinasztia alatt készült Szertartások feljegyzései a követ a világ legértékesebb tárgyának tartja, ebben a korban kezdték el használni a dísztárgyak és ékszerek díszítéséhez. Külön hivatal volt a császári udvarban a jáde tárgyak őrzésére. 1176-ban, a Szung (Song)-dinasztia korában 100 kötetben 700 ábrával elkészítették a császári kincstár jádéból készült drágaságainak katalógusát. A 8. századtól főként ékszerek és dísztárgyak készültek belőle. A jádefaragás technikája megőrizte az ősi módszereit, ma a pekingi művészek ugyanazokkal a technikákkal készítik a dísztárgyakat, mint a 3000 évvel ezelőtt élő mesterek.

### A kínai jáde
Az időszámítás előtti 6000-2000 közti időszakban a kínaiak már jádefaragványokat készítettek. Ezek fő jellegzetessége a dekorativitás volt. Minden műfajban megtalálható a kínai nemzet sajátos díszítőeleme. Kínában a jádefaragás több mint 4000 éves múltra tekint vissza.
Az anyagok természetes színével és alakjával összhangban lévő dísztárgyakat alkotnak a különböző drágakövekből. A technikai eljárások között a vésés, a csiszolás, a köszörülés és a fúrás szerepel. A jádefaragásnak két fajtája van, attól függően, hogy dísz vagy használati tárgyat készítenek belőle. A dísztárgyak között szerepelnek olyanok, amelyek emberi és állati alakokat, mindennapi tárgyakat, eszközöket, virágokat, növényeket örökítenek meg.
A használati tárgyak között gyűrűk, pecsétek, ékszerek szerepelnek. A pekingi Tiltott Városban, azaz a császári palotában őrzik a világ legnagyobb jádedarabját. Hosszúsága több mint 2 méter, tömege meghaladja az 5000 kilogrammot. A 18. században a faragóművészeknek 6 évi munkájába telt, mire elkészítették. A kő azt ábrázolja, hogy az emberek hogyan győzték le az árvizek pusztításait Nagy Jü (Yu), az i. e. 22-21. században uralkodott, a legendás Hszia (Xia)-dinasztia első uralkodójának vezetésével. A jádén egy mozaikkép látható, amelyen a hegycsúcsok egymást fedik, fák borítják a hegyeket, a vízesések magasról zúdulnak le.  Nagy Jü (Yu) vezetésével az emberek a meredek hegyoldalon  egy árvízelvezető csatornát építettek. A kép szemléletesen ábrázolja a megfeszített munkát, ami jól tükrözi a kínai jádefaragás magas színvonalát.

### „A jáde épségben visszatér”
A Hadakozó fejedelemségek korában a jáde valamilyen oknál fogva a Csao (Zhao) államba került. A Csao (Zhao) királyság akkor kulturálisan és gazdaságilag egyaránt fejlettebb volt a többi államnál. Katonai szempontból azonban a gyengébbek közé tartozott, az erős katonai hatalom, a szomszédos Csin (Qin) állam állandó fenyegetést jelentett számára.
A Csin (Qin) király megtudta, hogy Ho (He) mester világhírű jádéja a Csao (Zhao) király kincstárában van és tizenöt várat ajánlott fel cserébe érte. A Csao (Zhao) király nem merte erős szomszédja ajánlatát visszautasítani, de tartott tőle, hogy ez a csere valójában csapda, vagy valamilyen csel. A szorult helyzetben lévő uralkodónak Li Hszien-zsu (Li Xianru), az egyik főnemes felajánlotta, hogy a jádéval Csin (Qin) királyhoz utazik és csak abban az esetben, hagyja ott a jádét, ha a Csin (Qin) király valóban átengedi a felajánlott tizenöt várat a Csao (Zhao) királyságnak. Ha nem lesz csere, épségben visszahozza a jádét.
Miután megérkezett Csin (Qin) király udvarába, Lin megmutatta a jádét a királynak, aki  megfeledkezett  mindenről, csak gyönyörködött a jádéban és egy szóval sem említette a felajánlott tizenöt várat. Ekkor Li Hszien-zsu (Li Xianru) a királyhoz lépett és azt mondta: „Van azonban egy kis hiba a jádén, megmutatom felségednek!" A király hitt neki és odaadta a jádét. Ekkor Lin néhány lépéssel egy kőoszlophoz ugrott és  azt mondta a királynak „Tizenöt várat ígért felséged az uralkodómnak. Most megtarthatja a szavát. Szíveskedjék kiadni a parancsot, s miután a Csao (Zhao) katonák megszállták a tizenöt várat, felségedé a jáde. Ha erőszakkal próbálja kivenni kezemből, akkor jádéstul nekirohanok az oszlopnak, így megsemmisül a jádé és jómagam is. Várak nélkül nincs csere." Csin (Qin) királya  sajnálta a tizenöt várat, így aztán nem volt más választása, hazaengedte Lint, aki még aznap elutazott a jádéval a Csin (Qin) királyságból.
Ez is valós történelmi esemény, és így lett belőle közmondás: Ha valaki Kínában épségben visszaadja a kölcsönkért értékes tárgyat a tulajdonosának, rendszerint ezt mondja hozzá: „Köszönöm szépen, a drága jáde épségben visszatért.”

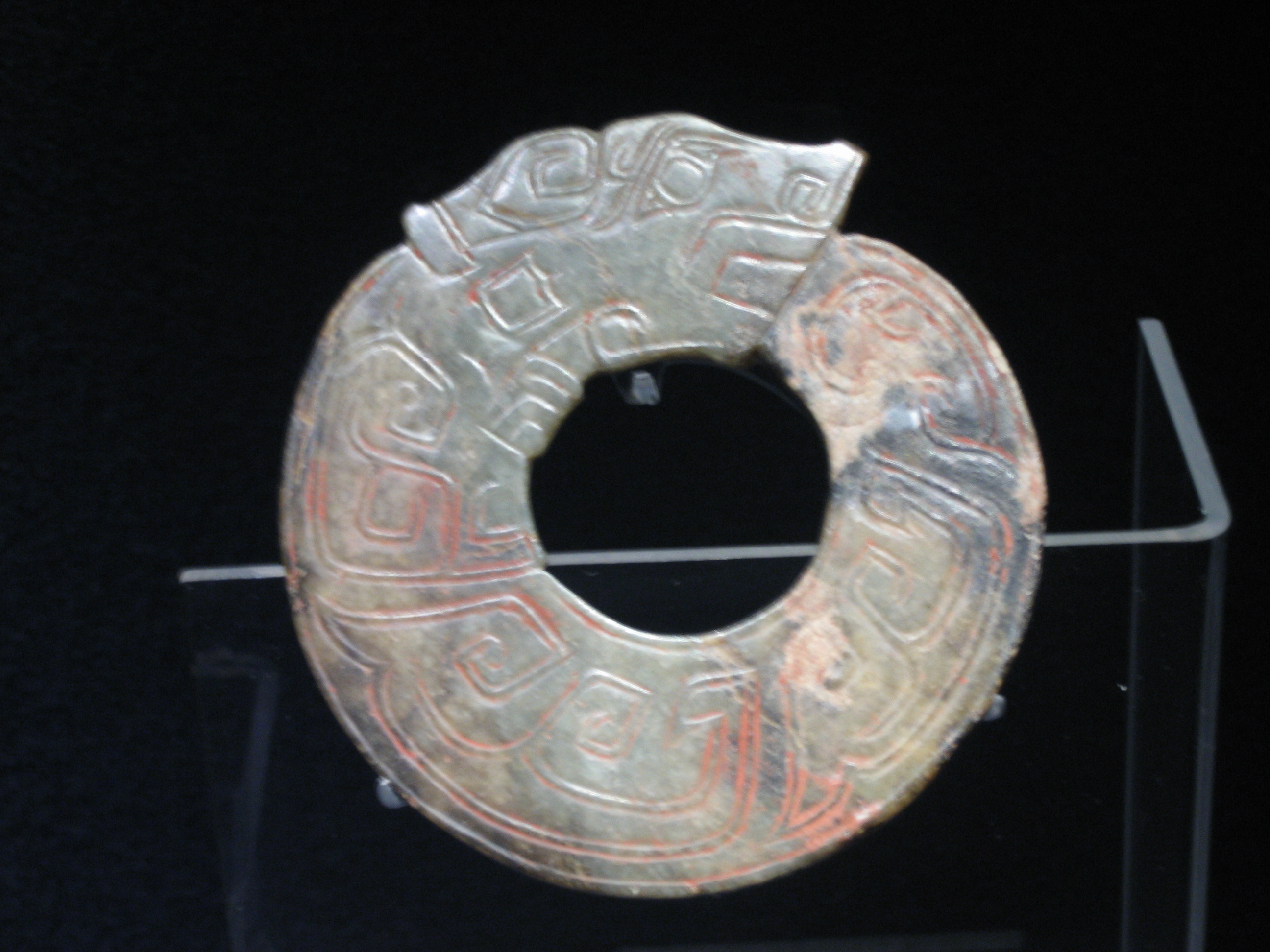
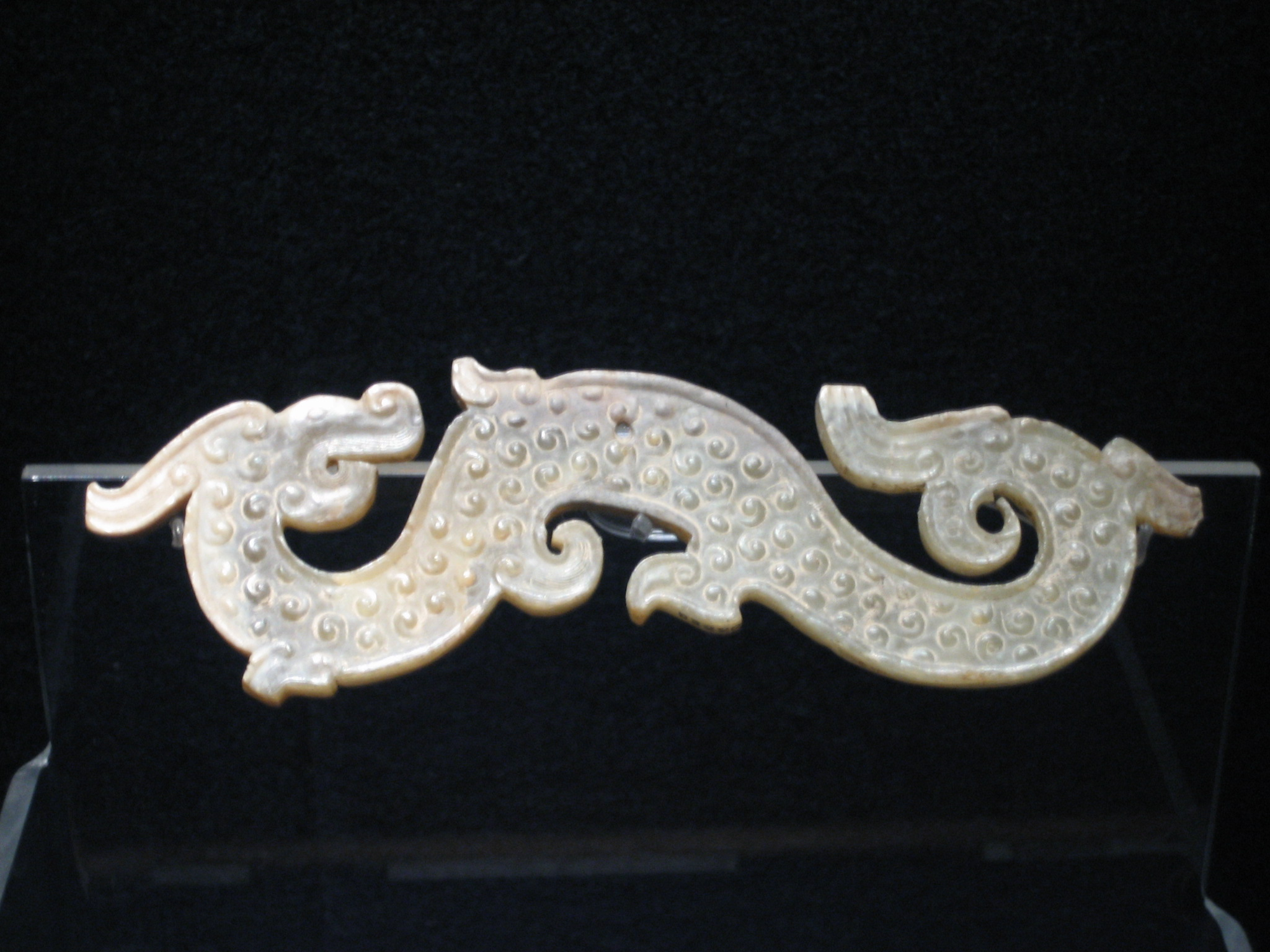
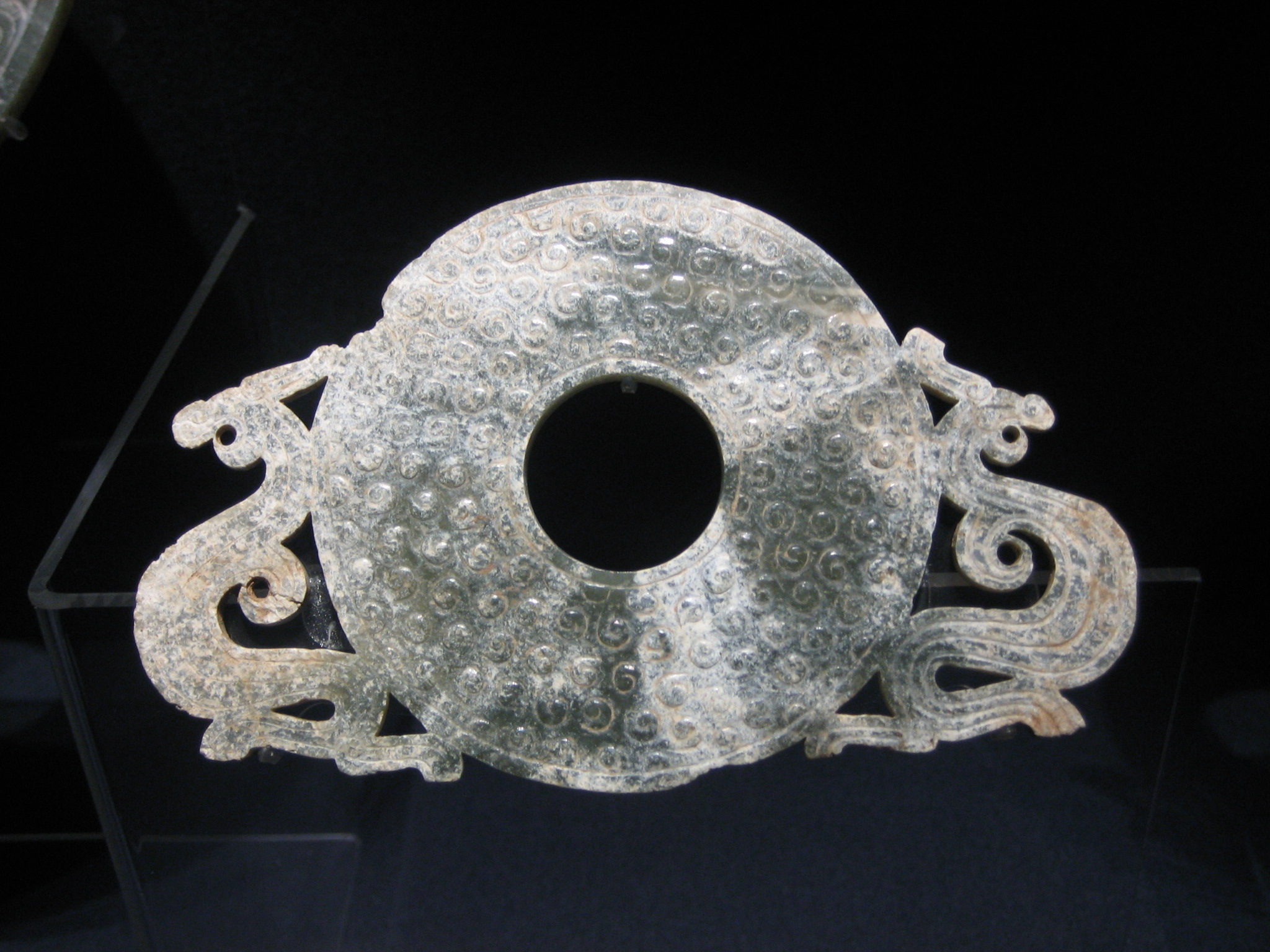
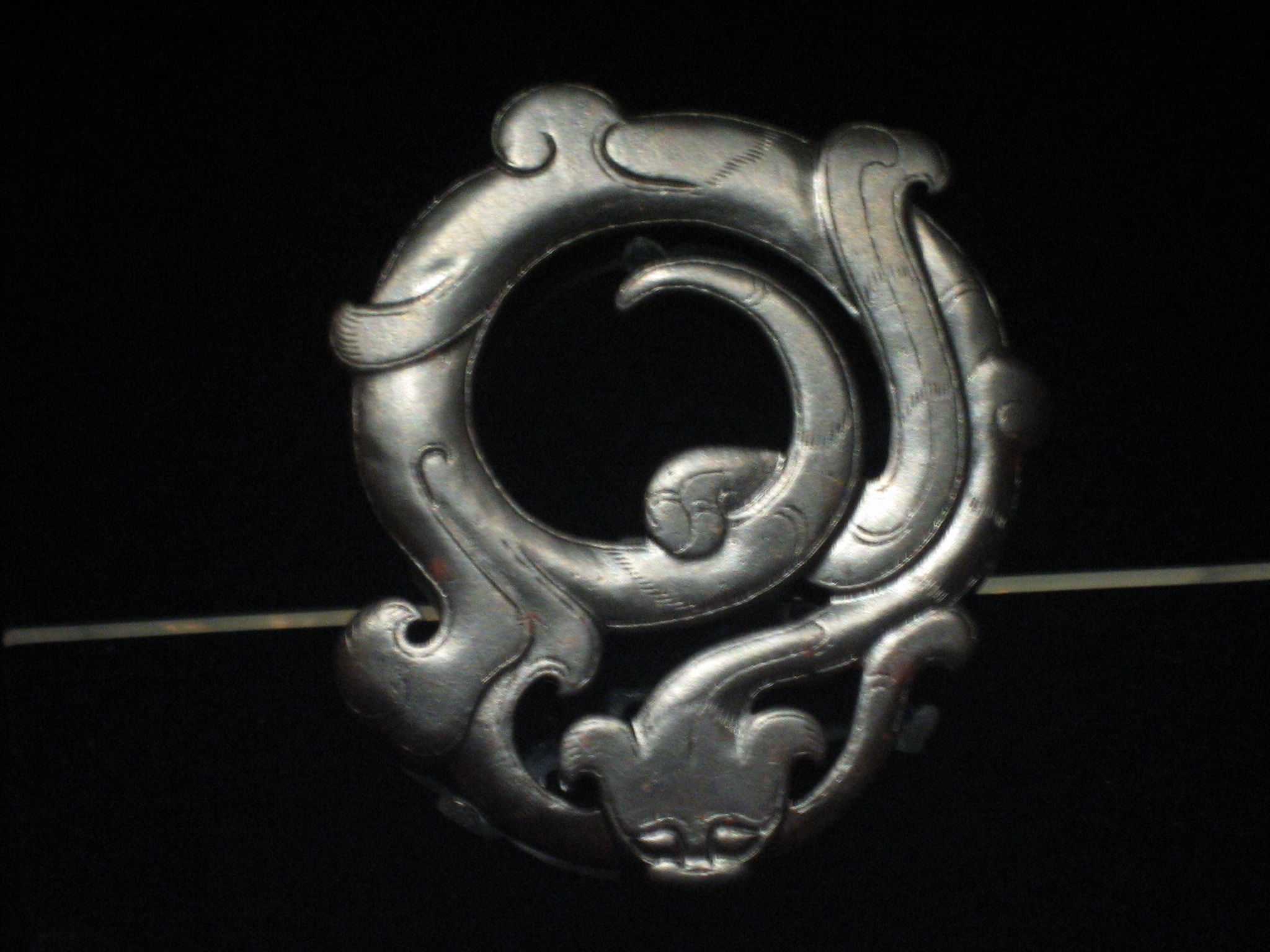
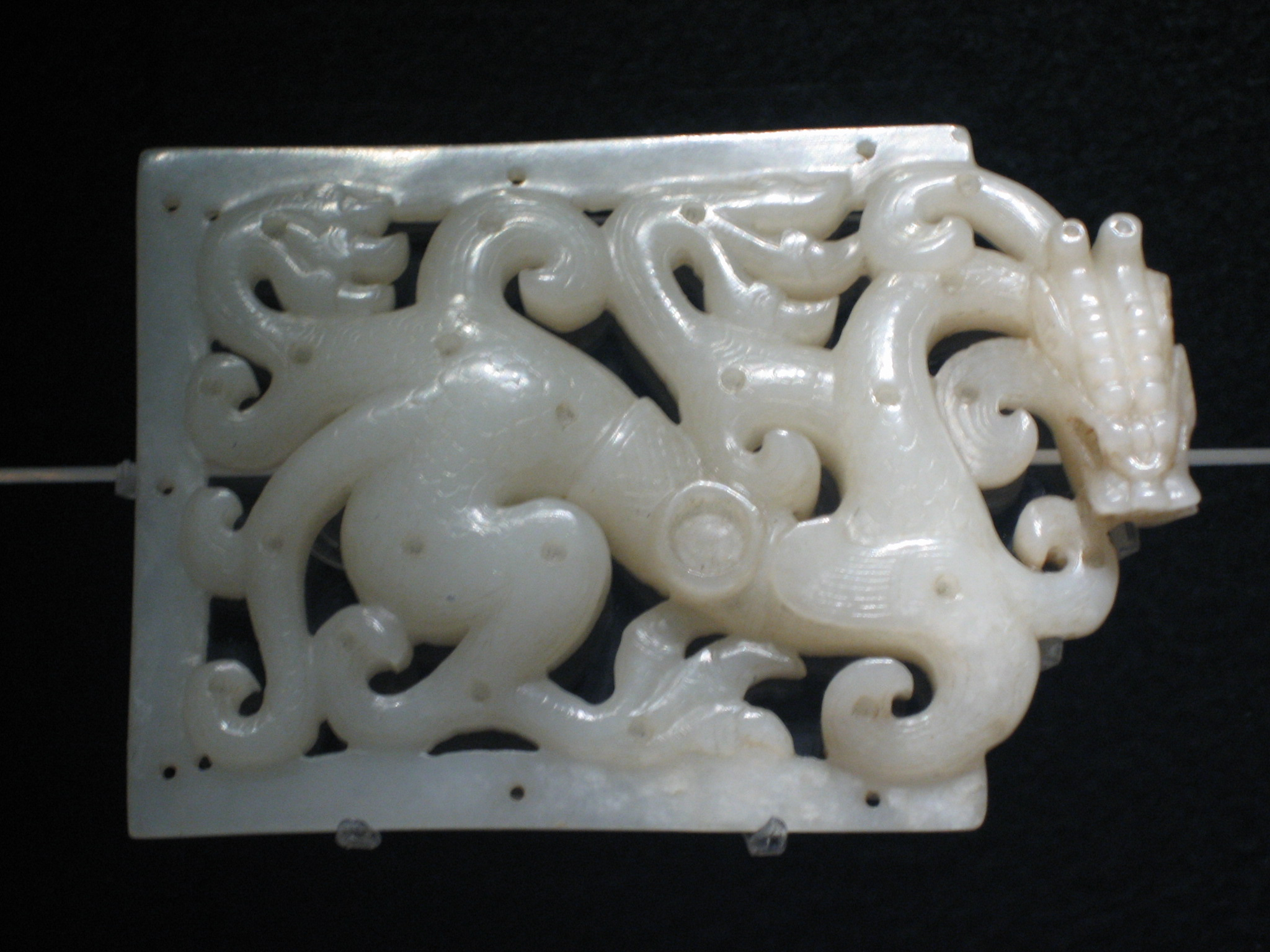
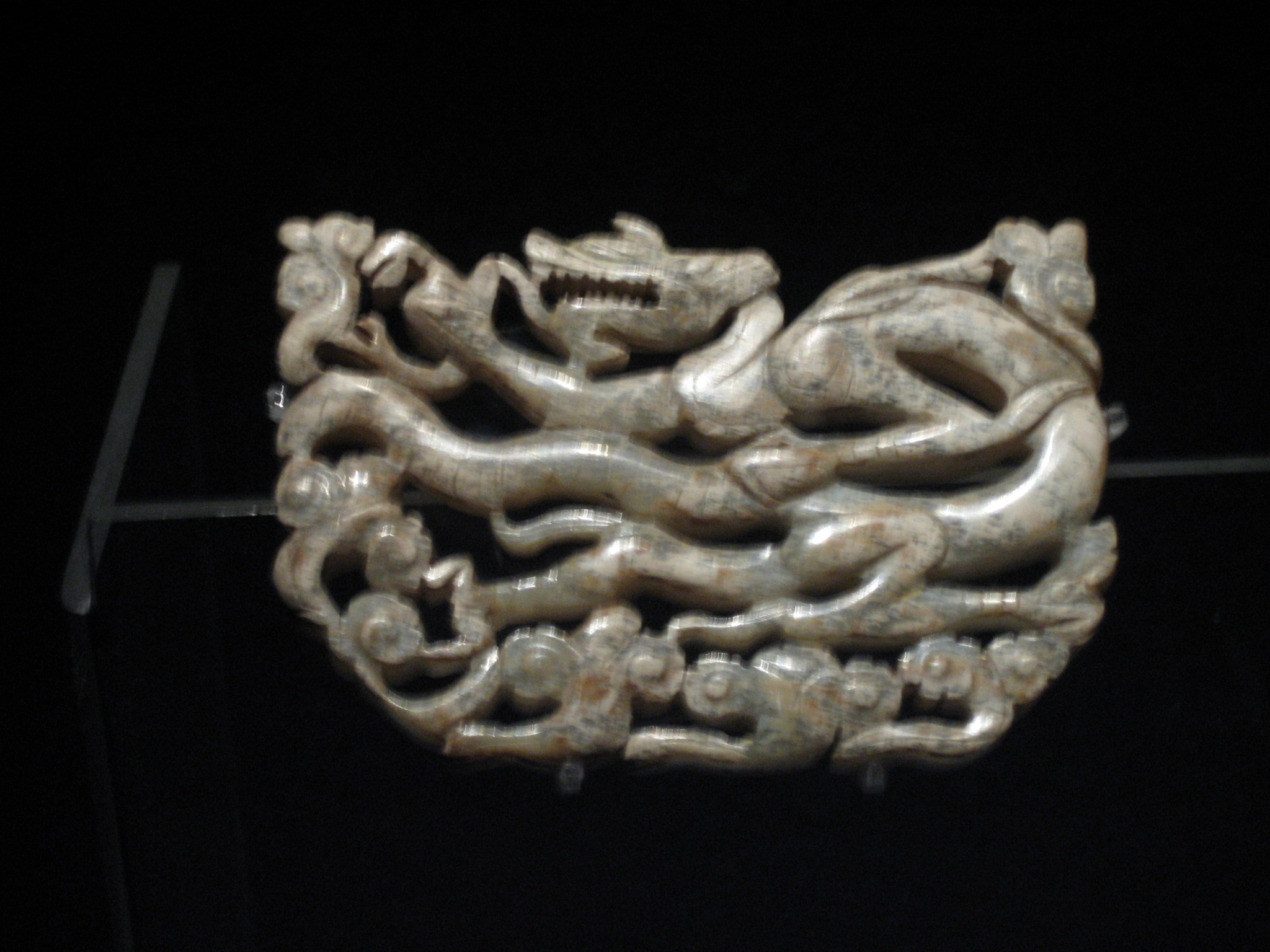
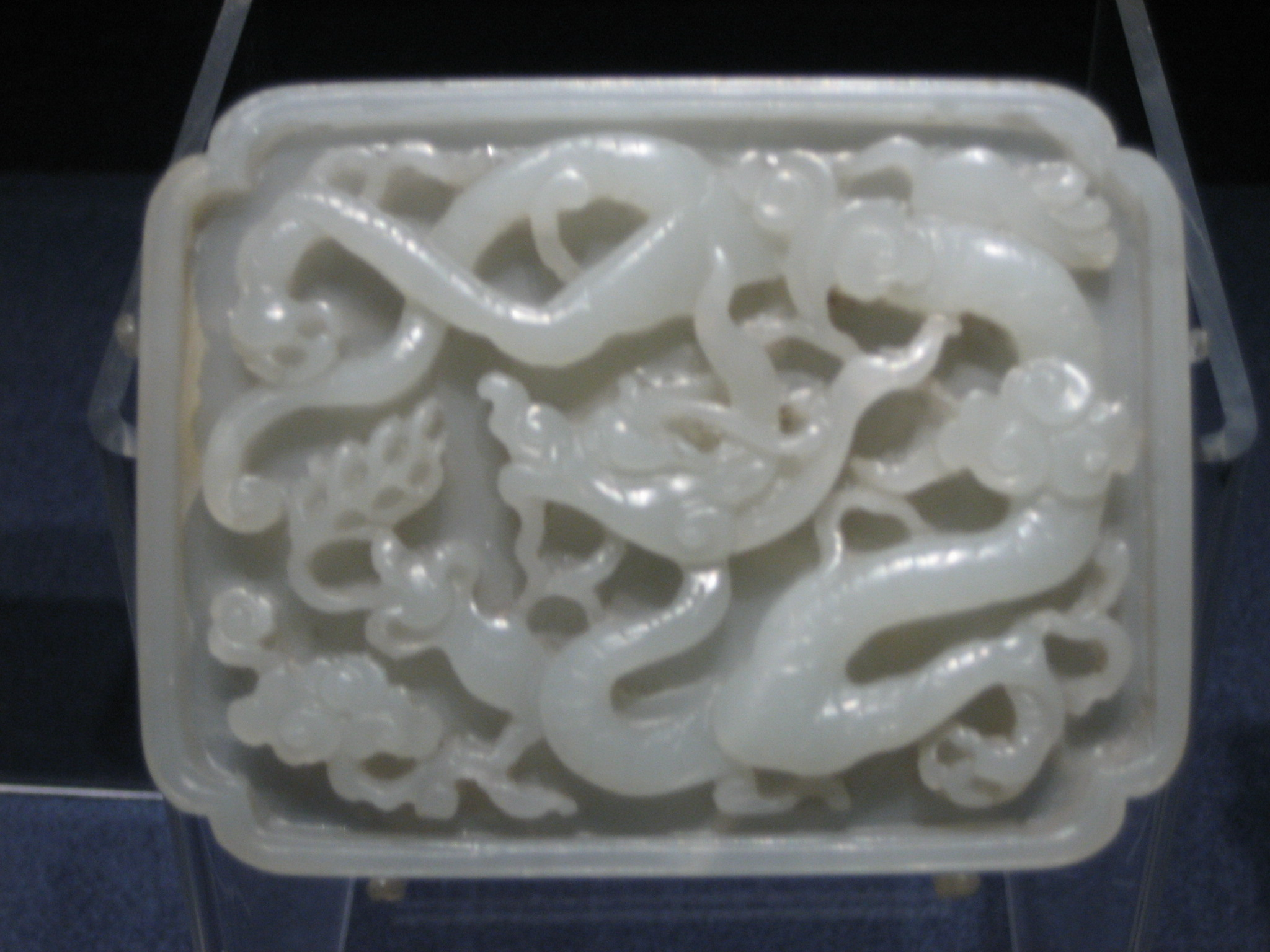
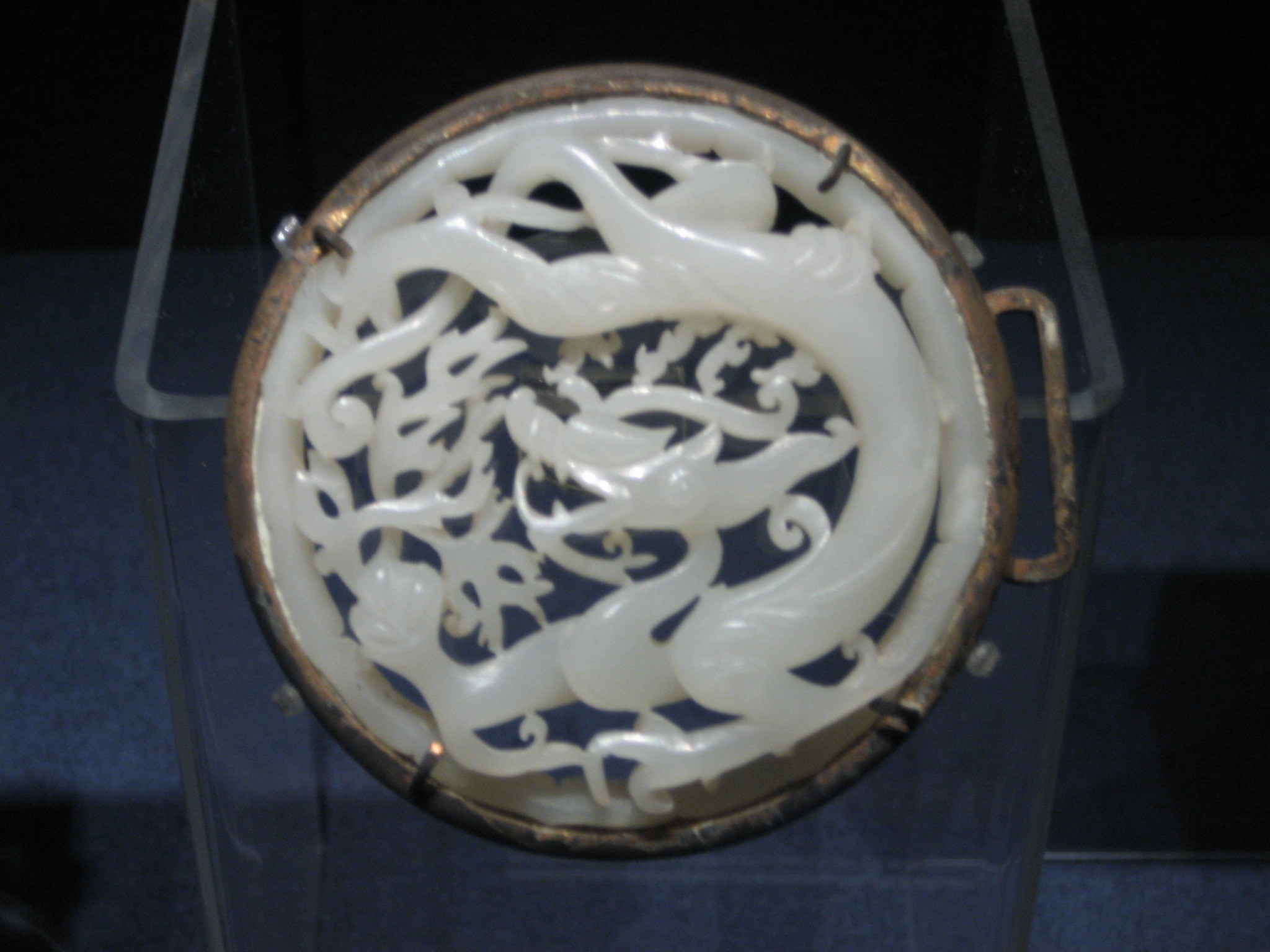
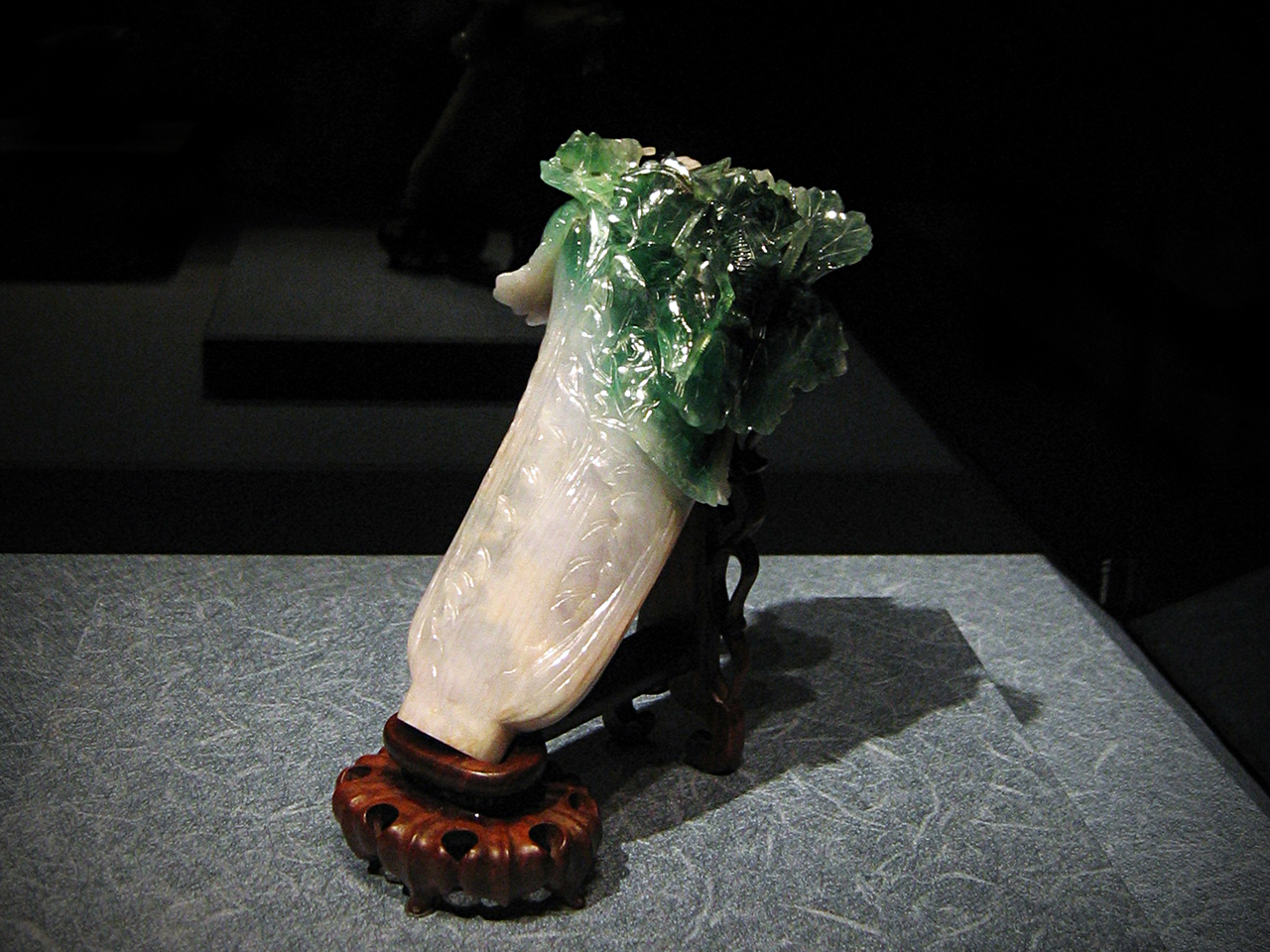